# Benct Kuhlers
Benct Kuhlers, tidigare Kullander, född 19 maj 1761 i Kullerstads socken, Östergötlands län, död 5 juli 1848 i Vånga socken, Östergötlands län, var en svensk präst.

## Biografi
Benct Kuhlers föddes 1761 i Kullerstads församling. Han var son till bonden Jonas Benctsson och Elisabeth Jonsdotter på Odensåker. Kuhlers blev i april 1788 student vid Uppsala universitet och prästvigdes 11 november 1791. Han blev 1795 huspredikant på Torönsborg i Skällviks församling och 24 oktober 1807 komminister i Styrestads församling, tillträde 1809. Kuhlers blev 7 februari 1810 komminister i Vånga församling, tillträde direkt och avlade 18 maj 1816 pastoralexamen. Den 8 april 1819 blev han kyrkoherde i Tåby församling, tillträde 1821 och 27 maj 1826 kyrkoherde i Vånga församling, tillträde 1828. Kuhlers avled 1848 i Vånga församling.

### Familj
Kuhlers gifte sig 28 maj 1798 med Maria Christina Grönlund (1774–1851). Hon var dotter till kyrkoherden i Tåby församling. De fick tillsammans barnen Gustava Kuhlers (1798–1840) som var gift med bonden Sven Abraham Ljungholm på Österskam i Östra Ny församling, Anna Lovisa Kuhlers (1801–1810), bruksbokhållaren Gustaf Kuhlers (född 1804) på Värmdö, Axel Kuhlers (1806–1807), Christina Charlotta Kuhlers somvar gift med komministern U. V. Crohn i Kimstads församling och kyrkoherden Anders Magnus Lidén i Kimstads församling, kronofogden Axel Kuhlers (född 1811) i Skärkinds församling, Adolph Kuhlers (född 1814), Anna Lovisa Kuhlers (1817–1817) och handelsbokhållaren Carl Ludvig Kuhlers (1817–1846).